# Нойманови линии
Ноймановите линии (нойманови ленти) са характерни за железните метеорити фини, успоредни линии, минаващи по равнината на камаситовите кристали в тях. Наблюдавани са по напречното сечение на хексаедритните железни метеорити. Линиите винаги са групирани, а различните групи могат да бъдат или различно ориентирани, или успоредни една на друга. Понякога това са дълги линии в монокристали, а друг път са съвсем малки, но в голямо количество. Предизвикани са от механични деформации, получени при ниски температури – или при полета в Космоса с висока скорост, или при удар в Земята. Носят името на своя откривател, германския минералог Франц Ернст Нойман (1798 – 1895).
Макар че са най-видими в хексаедритите, линиите на Нойман присъстват и в други железни метеорити. Могат да се появят и в октаедрити, при условие че ивиците от камасит са широки над 30 μm. Появяват се, когато парче железен хексаедритен метеорит се изреже, полира и ецва с разредена азотна киселина. Това са назъбени тесни ивици, успоредни на предпочитани равнини в кристалите и обикновено се наблюдават по равнини с индекс на Милър (112) при обемно-центрираната кубична решетка на ферита (α-Fe). Линиите са показателни за предизвикана шокова деформация при ниски температури на кристалите камасит и се смята, че се дължат на удари върху родителското тяло на метеорита.
Обикновено тези линии биха били невидими с невъоръжено око. В Космоса кристалите камасит очевидно са били подложени на компресионни ударни вълни, които са предизвикали приплъзване на кристалната решетка по равнини, успоредни на лицето на хексаедъра. Това прави ноймановите линии видими като поредица от успоредни линии и показва, че по време на полета си в Космоса, хексаедритите са претърпели удар и вероятно са били счупени по естествените равнини на цепителност на оригиналните големи кристали камасит.
При различните видове метеорити, в зависимост от тяхната структура и история, качеството и количеството на ноймановите линии е различно. Например метеоритът Нантан се състои от железни монокристали, които достигат до няколко милиметра. При него се наблюдават нойманови линии с дължината 5 – 10 μm. Виждат се в две различни кристалографски ориентации и освен това на някои места се пресичат. Под въздействието на някои вещества железните монокристали се оцветяват в кафяво, а ноймановите линии – в синьо. По време на падането си метеоритът се е разчупил и е получил много пукнатини. Тъй като престоява в земята около 500 години, преди парчетата да бъдат събрани, те са силно корозирали. Корозиралият материал е сив и е локализиран около железните зърна, а ноймановите линии вървят право през пукнатините и ги пресичат.
Правени са успешни опити за получаване на нойманови линии в земни условия. По време на деформацията протичат два процеса – приплъзване и удвояване. Преобладава или единият, или другият процес, в зависимост от структурата на материала и температурата. В железните сплави удвояването е характерно за аустенита, където линиите могат да бъдат образувани при охлаждане и това не е свързано с интензивна деформация. При феритните модификации могат да бъдат формирани само при специални условия – охлаждане с течен азот и подлагане на удар.